# BBC Four
BBC Four là một kênh truyền hình phát sóng miễn phí của Anh được điều hành bởi Tập đoàn Truyền thông Anh Quốc. Nó được ra mắt vào ngày 2 tháng 3 năm 2002, với lịch chạy từ 7:00 tối đến 3:35 sáng ngày hôm sau. Nội dung của kênh hết sức đa dạng, bao gồm "rất nhiều chương trình bao gồm hài kịch, phim tài liệu, âm nhạc, phim quốc tế, chương trình gốc, phim truyền hình và các vấn đề thời sự..." với mục tiêu "thay thế cho các chương trình trên các kênh truyền hình chính thống". Giấy phép của nó được yêu cầu phát sóng ít nhất 100 giờ các chương trình nghệ thuật và âm nhạc mới, 110 giờ chương trình thực tế mới và ra mắt 20 bộ phim nước ngoài mỗi năm.